# Río Bashilo
El río Bashilo (በሽሎ en amhárico) es un curso de agua de Etiopía. Nace al norte del Macizo Central Etíope, formando una cuenca hidrográfica de 13.242 km² antes de unirse al Abbay o Nilo Azul, del que es considerado su principal afluente. Sus tributarios nacen en el Monte Guna (Gondar), Amba Ferit (Shewa) y Abuna Yosef de Wello. El río drena regiones húmedas y subhúmedas de Etiopía, lo que hace que la mayoría de sus afluentes tengan un caudal regular perenne. Geológicamente hablando, atraviesa terrenos volcánicos cenozoicos de gran espesor hasta unirse con el Abbay, donde forma profundos cañones en materiales volcánicos mesozoicos.